# Alexandre Despatie
Alexandre Despatie (Montreal, Quebec, 8 de juny de 1985) és un saltador quebequès, un dels més destacats de la dècada del 2000.

## Carrera esportiva
Va participar, als 15 anys, en els Jocs Olímpics d'Estiu de 2000 realitzats a Sydney (Austràlia), on va finalitzar quart en la prova masculina de la plataforma de 10 metres. En els Jocs Olímpics d'Estiu de 2004 realitzats a Atenes (Grècia) aconseguí guanyar la medalla de plata en la prova de trampolí de 3 metres, finalitzant així mateix quart en la prova de plataforma de 10 metres i cinquè en la prova de plataforma sincronitzada al costat de Philippe Comtois. En els Jocs Olímpics d'Estiu de 2008 realitzats a Pequín (Xina) aconseguí revalidar el seu metall olímpic en trampolí de 3 metres, finalitzant novament cinquè en la prova de trampolí sincronitzat al costat d'Arturo Miranda.
Al llarg de la seva carrera ha aconseguit 8 medalles en el Campionat del Món de natació, destacant els títols aconseguits l'any 2003 (plataforma de 10 metres) i 2005 (trampolí 1 metre i trampolí 3 metres). En els Jocs Panamericans ha aconseguit guanyar 7 medalles, quatre d'elles d'or, i en els Jocs de la Commonwealth 8 medalles, sis d'elles d'or.